# Désiré de Lamalle
Désiré Alice Nicolas de Lamalle (Luik, 3 november 1915 - Godinne, 13 augustus 1996) was een Belgisch volksvertegenwoordiger en Waals militant.

## Levensloop
Lamalle was de zoon van de arts Albin Lamalle en van Emma Gillard. Hij trouwde met Marie-Louise Bovy (1922-2006) en ze kregen zeven kinderen.
In 1959 werd hij in de erfelijke adel opgenomen, met de persoonlijk titel van ridder. In 1978 werd bij beslissing van de rechtbank van eerste aanleg in Hoei zijn familienaam gewijzigd van Lamalle in de Lamalle.
Gepromoveerd tot doctor in de rechten aan de Universiteit Luik, werd hij actief binnen de PSC. Hij werd algemeen secretaris van de partij (1945-1947).
Hij werd gemeenteraadslid van Bleid (1952), schepen (1952-1958) en burgemeester (1958-1961).
In 1949 werd hij verkozen tot PSC-volksvertegenwoordiger voor het arrondissement Neufchâteau-Virton.
In 1961 werd hij benoemd tot gouverneur van de provincie Luxemburg. In 1964 werd hij ervan beschuldigd persoonlijke aankopen te hebben gedaan op kosten van het budget van de gouverneursdiensten. Het ging om schoolbenodigdheden, kleurpotloden en een veldbed. In sommige kranten werd dit uitgebreid bekritiseerd en de minister van Binnenlandse Zaken Arthur Gilson, partijgenoot van Lamalle, oordeelde dat het vertrouwen tussen de regering en de gouverneur verbroken was, en onthief hem op 15 april 1965 van zijn functie. Hij heeft tegen zijn ontslag beroep aangetekend bij de Raad van State, maar heeft dit verloren.
Omdat hij vreesde dat Vlaanderen de federalistische kant zou opgaan na de gewelddadige Waalse acties tegen Leopold III, ging hij op zoek naar een meer gematigde oplossing en stelde hij een versterkte provinciale autonomie voor, met paritaire vertegenwoordiging in de senaat. Deze pariteit was vooral belangrijk voor de minder bevolkte provincies, zoals de zijne. Hij verdedigde deze oplossing bij het Centrum Harmel. Het idee van een provinciaal federalisme wordt vandaag niet langer verdedigd door politieke bewegingen van enig belang. Vóór 1914 werd dit idee verdedigd door meer radicale Walen, zoals Paul Pastur. Binnen de PSC behoorde hij tot de CEPIC-groep.

## Publicaties
- Les grands reporters au Moyen-Âge, Luik, 1938.
- La bourgeoisie veut-elle mourir?, Brussel, 1939.
- Le problème fiscal, Brussel, 1949.
- La guerre scolaire d'autrefois, Luik, 1955.
- L'aspect économique du problème wallon, Brussel, 1952.
- Pensée et action des socialistes et des libéraux, Brussel, 1955.
- Les objectifs réels du socialisme, Brussel, 1957.
- La politique du logement en Belgique, Luik, 1958.